# Estádio Municipal Prefeito Dilzon Luiz de Melo
Estádio Municipal Prefeito Dilson Luiz de Melo – stadion wielofunkcyjny w Varginha, Minas Gerais, Brazylia, na którym swoje mecze rozgrywa klub Varginha Esporte Clube.

## Historia
7 października 1988 – inauguracja
12 marca 1989 – rekord frekwencji
10 października 1991 – mecz pomiędzy Brazylią a Jugosławią, wygrany przez gospodarzy 3-1